# Estação Porte Dorée
Porte Dorée é uma estação da linha 8 do Metrô de Paris, localizada no 12.º arrondissement de Paris.

## História

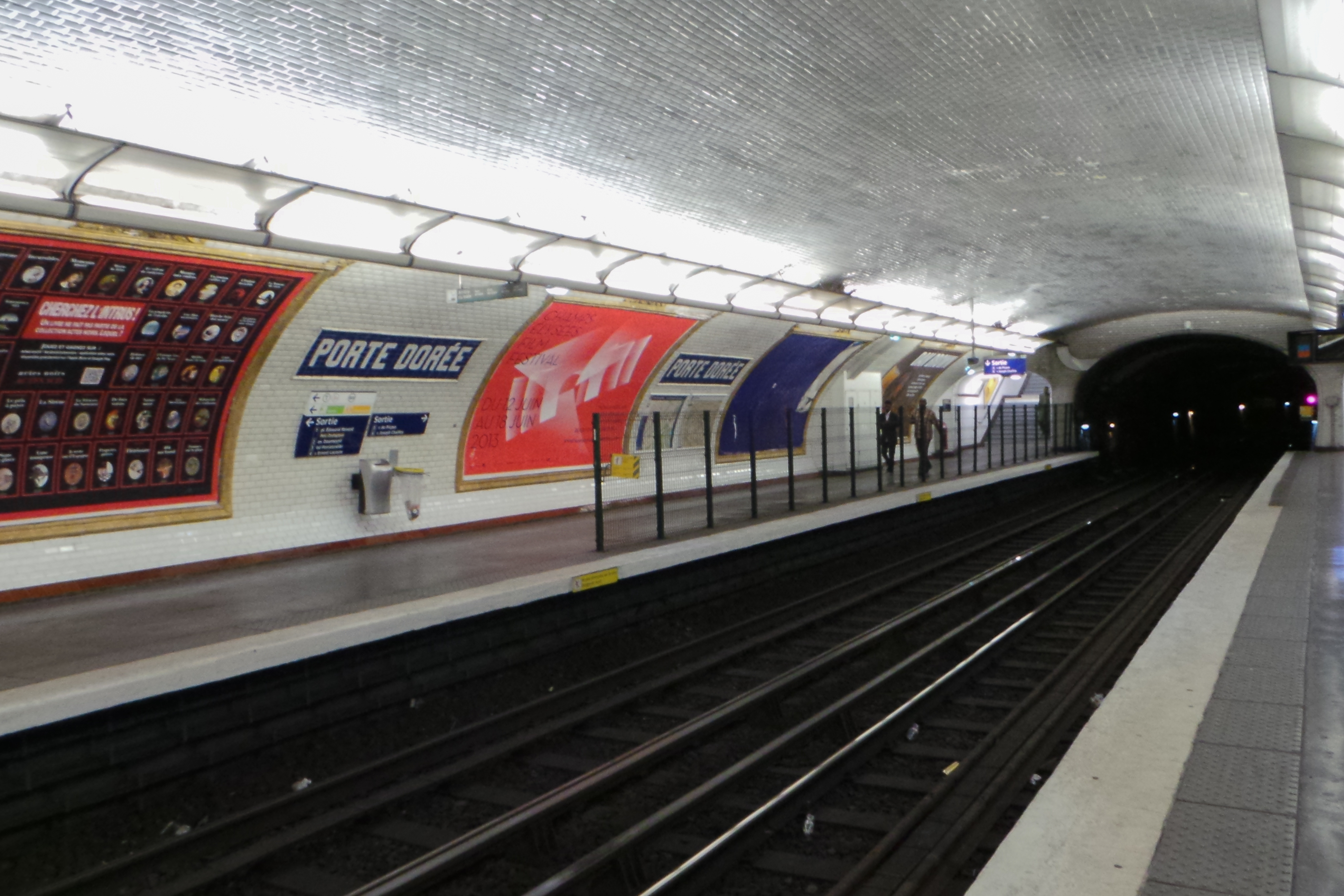
Plataformas da estação

A estação foi aberta em 1931. A etimologia de seu nome provem talvez da contração da "porte de l’orée du bois" (porta da beira do bosque). Uma escultura de mulher, com o sinete da fundição Rudier, de qualquer maneira, justifica o nome por sua cor dourada.
O número diário de passageiros recebidos foi de 7 300 em 2003. Em 2011, 2 675 992 passageiros entraram nesta estação. Em 2012, foram 2 770 349 passageiros. Ela viu entrar 2 702 079 passageiros em 2013, o que a coloca na 201ª posição das estações de metrô por sua frequência em 302.

## Serviços aos passageiros

### Acessos
A estação tem seis acessos:
- Acesso 1: place Édouard-Renard, Parc zoologique
- Acesso 2: avenue Daumesnil
- Acesso 3: boulevard Poniatowski
- Acesso 4: rue Ernest-Lacoste
- Acesso 5: rue de Picpus
- Acesso 6: rue Joseph-Chailley

### Plataformas
Porte Dorée é uma estação de configuração padrão: ela possui duas plataformas laterais separadas pelas vias do metrô e a abóbada é elíptica. A decoração é do estilo utilizado pela maioria das estações de metrô: a faixa de iluminação é branca e arredondada no estilo "Gaudin" da renovação do metrô da década de 2000, e as telhas em cerâmica brancas biseladas recobrem os pés-direitos, a abóbada e o tímpano. Os quadros publicitários são em faiança de cor de mel e o nome da estação também é em faiança. Os assentos são do estilo "Motte" de cor laranja. A decoração das plataformas é totalmente idêntica à de sua vizinha, Michel Bizot.

### Intermodalidade
A estação é servida pelas linhas 46 e 201 da rede de ônibus RATP, bem como pela linha N33 da rede Noctilien. Desde 15 de dezembro de 2012, ela também é servida pela linha 3a do tramway d'Île-de-France.

## Pontos turísticos
- Porte Dorée
- Feira do Trono
- Bois de Vincennes (Pelouse de Reuilly)
- Palais de la Porte-Dorée:
  - Cidade Nacional da História da Imigração
  - Aquarium du Palais de la Porte-Dorée
- Jardim Zoológico de Vincennes